# Kunstsammlungen am Theaterplatz

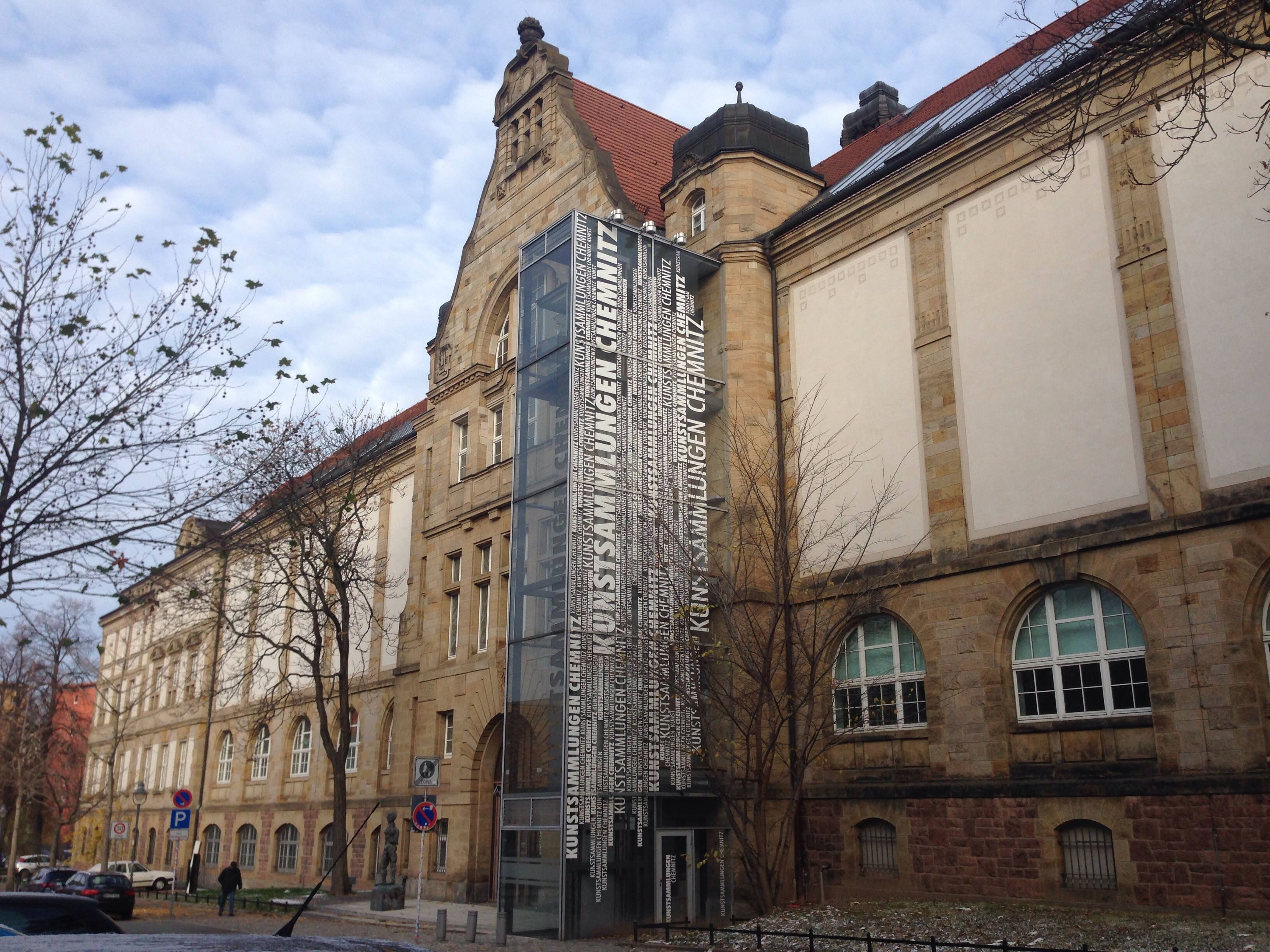
Kunstsammlungen am Theaterplatz. Südseite mit gläsernem Außenfahrstuhl von Behnisch/Staib, 2002

Die Kunstsammlungen am Theaterplatz umfassen die Sammlungen Malerei, Plastik, Grafik, Textilien und Kunstgewerbe sowie das Carlfriedrich Claus Archiv der Kunstsammlungen Chemnitz. Sie befinden sich im 1909 eröffneten Gebäude des König-Albert-Museums, das an der Südseite des Theaterplatzes steht.

## Geschichte

### Sammlungsbeginn im 19. Jahrhundert
Die Kunstsammlungen am Theaterplatz sind ein kunsthistorisches Museum. Ihre Sammlungen gehen auf bürgerschaftliche Vereine in der zweiten Hälfte des 19. Jahrhunderts zurück. Schwerpunkte der Grafik bilden das 19. und 20. Jahrhundert (Honoré Daumier, Karl Schmidt-Rottluff, Pablo Picasso, Wolfgang Mattheuer, Lyonel Feininger u. a.). Den heterogensten Bestand zeigt das Kunstgewerbe mit Koptischen Stoffen aus dem 4. bis 8. Jahrhundert und bedeutenden Beständen europäischer und außereuropäischer Textilien, Keramiken, Plakate und Tapeten.
Das Museum besitzt eine museale Strumpfkollektion mit 5000 Exemplaren aus den Jahren 1880 bis 1910. Der finanzielle Wohlstand der Region fiel mit der Entstehung der Moderne zusammen. Karl Schmidt-Rottluff wurde in Chemnitz geboren, Erich Heckel und Ernst Ludwig Kirchner verbrachten ihre Schulzeit hier. Ebenso ist eine große Anzahl wertvoller Kunstwerke des Hauses mäzenatischem Handeln wohlhabender Chemnitzer Unternehmer und Kunstfreunde zu danken. Dazu gehört die Familie Vogel (Koptische Stoffe, 1899), Erich Goeritz (1127 Lithografien von Honoré Daumier, 1926), Familie Harald Loebermann (300 Arbeiten auf Papier von Lyonel Feininger, 2009) und Hartmut Koch (850 Werke von Wolfgang Mattheuer, 2002/2009). Meilensteine in der Rückkaufgeschichte von Kunstwerken waren unter anderem Kopf eines Denkers von Wilhelm Lehmbruck, Ausblick aus der Villa Romana von Max Beckmann oder Käte und Hugo Perls von Edvard Munch, die der Sammlung durch die Aktion der so genannten „Entarteten Kunst“ entzogen wurden.

### Gemäldesammlung

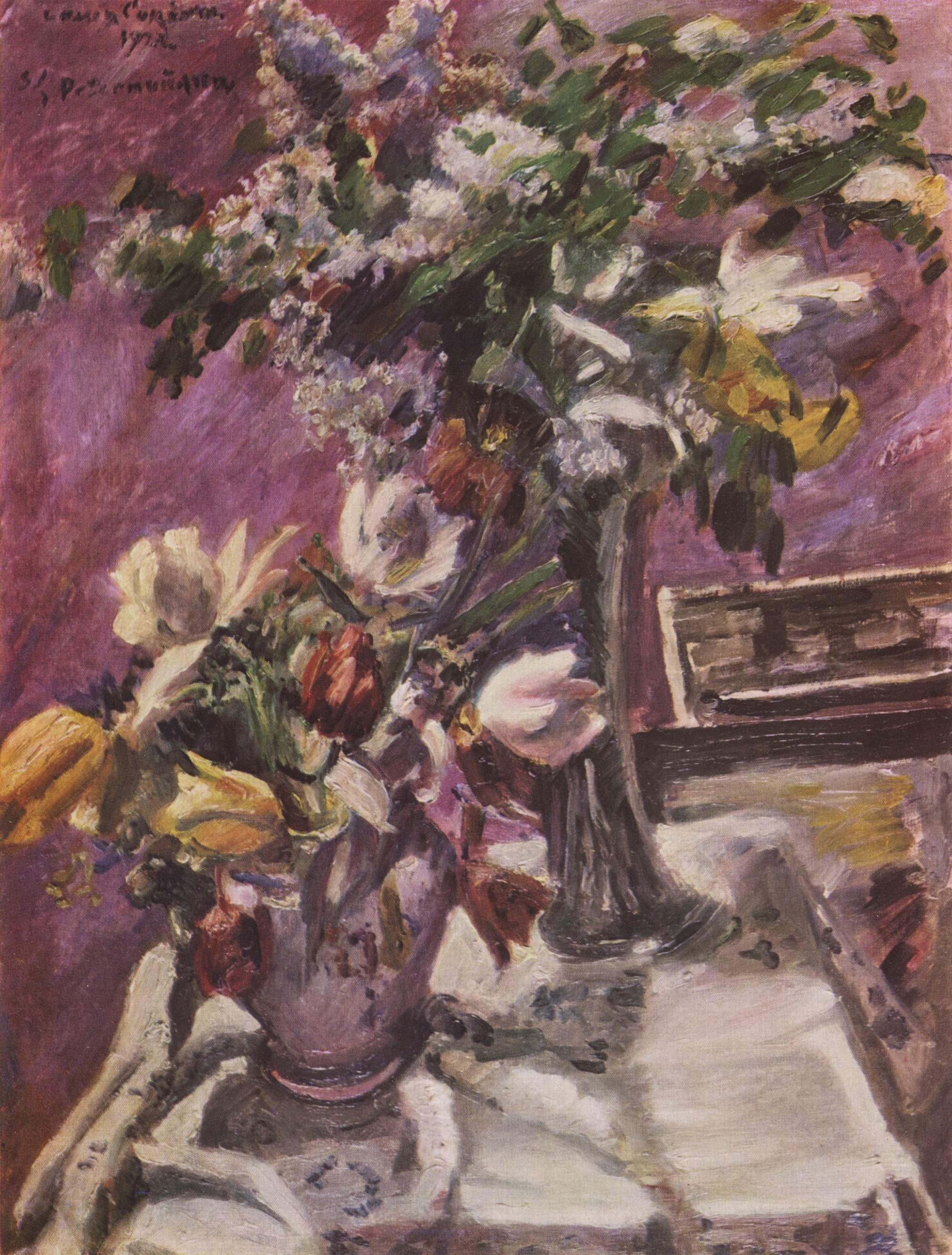
Flieder und Tulpen von Lovis Corinth (1922)

Die Gemäldesammlung der Kunstsammlungen Chemnitz mit rund 1400 Werken reicht von der Kunst des späten 18. Jahrhunderts bis in die unmittelbare Gegenwart. Bereits in den 1920er Jahren wurde das Sammlungsspektrum auf die Entwicklung der deutschen Kunst mit dem Schwerpunkt der klassischen Moderne ausgerichtet. Werke der expressionistischen Künstlergruppe Die Brücke und ihres Mitglieds Karl Schmidt-Rottluff bestimmen den Bestand zum frühen 20. Jahrhundert. 1976 wurde ein Karl-Schmidt-Rottluff-Kabinett eröffnet. Gemälde der Zeitgenossen Ferdinand Hodler, Edvard Munch, Max Beckmann und Karl Hofer betonen den internationalen Rang der Chemnitzer Sammlung. Chronologisch setzt die Sammlung mit mehreren hundert Gemälden der Romantik aus der ersten Hälfte des 19. Jahrhunderts einen ersten Schwerpunkt vor allem in der Gattung Landschaftsmalerei. Die Maler Caspar David Friedrich, Carl Gustav Carus, Johan Christian Dahl, Carl Blechen und Ernst Ferdinand Oehme sind mit Werkbeispielen vertreten.
Um 1870 gelangten vor allem Jüngere in Kenntnis der französischen impressionistischen Malerei zu einer neuen künstlerischen Auffassung und setzten diese der vorherrschenden nazarenischen und Historienmalerei entgegen. In der Sammlung findet sich dazu eine umfangreiche Werkgruppe mit Gemälden unter anderem von Louis Eysen, Wilhelm Claudius, Wilhelm Trübner, Fritz von Uhde und Anderen. Gemälde der Hauptvertreter des deutschen Impressionismus, Max Liebermann, Lovis Corinth und Max Slevogt, markieren den Höhepunkt dieser umfangreichen, über fünf Jahrzehnte reichenden Kollektion. Das breite Spektrum an Malstilen um 1900 ist vor allem mit Werken des Symbolismus belegt, besonders von den in Dresden arbeitenden Künstlern Sascha Schneider, Oskar Zwintscher, Karl Mediz und Hans Unger. Die mit dem Expressionismus einsetzende Erneuerung der deutschen Kunst zu Beginn des 20. Jahrhunderts führte in den Jahren der Weimarer Republik zu vielfältigen künstlerischen Tendenzen. In der Sammlung spiegelt sich das unter anderem in den Werken der Spätexpressionisten Georg Tappert, Wilhelm Rudolph und Max Kaus, und führt hin zu ersten abstrakten Auffassungen in Gemälden Fritz Winters und Max Ackermanns vom Beginn der 1930er Jahre.
Die umfangreiche Sammlung von Exponaten aus der zweiten Hälfte des 20. Jahrhunderts ist einerseits von in der DDR entstandenen Werken und anderseits durch Beispiele westeuropäischer Kunst geprägt: Beide Richtungen sind durch gegenständlich als auch abstrakt arbeitende Künstler repräsentiert. Gemälde von Bernhard Heisig, Hartwig Ebersbach, Jörg Immendorff und Markus Lüpertz korrespondieren mit denen von Willy Wolff, K. O. Götz, Eberhard Göschel, Carsten Nicolai, Georg Baselitz, Imi Knoebel und Günther Förg.

### Skulpturensammlung
Die Skulpturensammlung umfasst Bildwerke vom späten 18. Jahrhundert bis zur Gegenwart, wobei Werke deutscher Künstler überwiegen, die Plastiken der zeitgenössischen Kunst aber eine internationale Ausprägung aufweisen. Ein Schwerpunkt des Bestandes liegt auf Arbeiten der ersten Hälfte des 20. Jahrhunderts. Thematisch wird das Gesicht der Sammlung durch figurative Kunst geprägt und zum Ende des 20. Jahrhunderts durch abstrakte Positionen erweitert. Die Bildgattung des Porträts durchzieht mit ihren Entwicklungslinien die gesamte Sammlung und beginnt mit einem Lauchhammer-Eisenguss von Joseph Mattersberger. Rund sechzig Jahre später vertritt der Kopf von Ernst Rietschel eine eher klassizistische Porträtauffassung.
Wegweisend für die Moderne werden Skulpturen des Franzosen Auguste Rodin. In der zweiten Dekade des 20. Jahrhunderts löst sich Wilhelm Lehmbruck ganz von der realistischen Darstellung einer spezifischen Person und konzentriert die Aussage auf den Gehalt des menschlichen Geistes. Lehmbrucks Steingussplastik „Kopf eines Denkers“ von 1918 ist eines der bedeutenden Meisterwerke der klassischen Moderne in den Kunstsammlungen Chemnitz. 1923 als Schenkung eines Chemnitzer Unternehmers für die gerade im Entstehen begriffene Sammlung zeitgenössischer Kunst erworben und 1937 infolge der Aktion „Entartete Kunst“ während des Nationalsozialismus aus dem Museum entfernt, konnte der Steinguss 1996 dank der Finanzierung durch öffentliche und private Stiftungen wieder erworben werden.
Im Sammlungsbestand spiegelt sich die Genese der Aktfigur vom klassischen Akt zur Körperstudie des 20. Jahrhunderts, anschaulich dargestellt in Werken von Edgar Degas, George Minne, Aristide Maillol, Georg Kolbe, Ernesto de Fiori, Hermann Blumenthal und Helmut Heinze. Seit den 1980er Jahren verwischen Malerbildhauer wie Georg Baselitz und Markus Lüpertz die Grenzen zwischen den Gattungen und bemalen ihre Skulpturen farbig. Unter den zeitgenössischen abstrakten Kunstwerken sind die Arbeiten von Günther Uecker und Tony Cragg zu nennen.

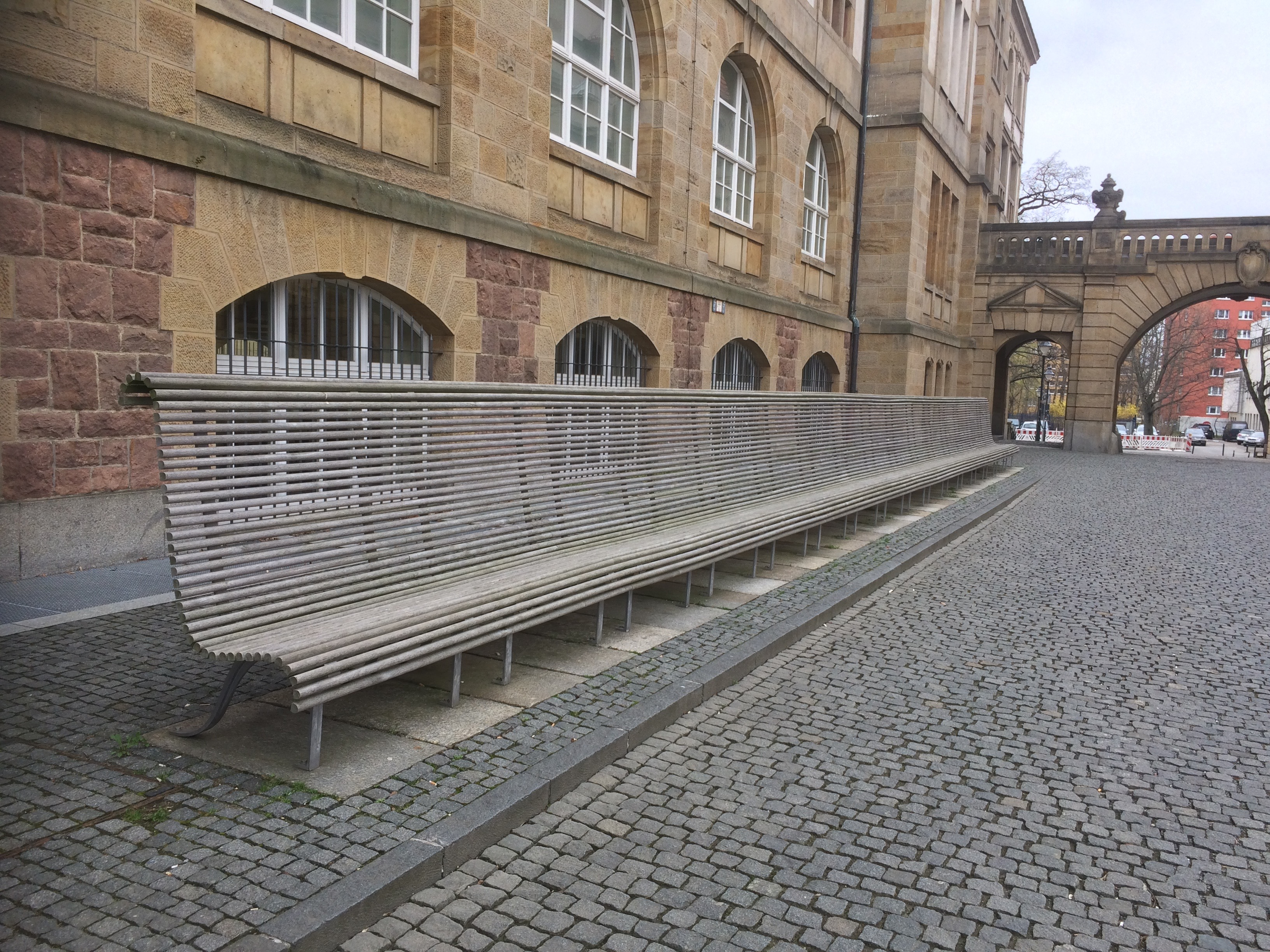
Banc éléphant, Andrée Putman, Kunstsammlung Chemnitz, Theaterplatz, 2019